# Miss Univers 1987
 (avril 2020).

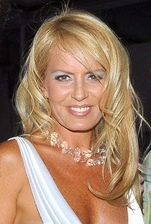
Miss univer1987

Miss Univers 1987, 36e édition du concours Miss Univers, a eu lieu le 27 mai 1987, au Hall Four at World Trade Centre, à Singapour. 
Cecilia Bolocco, Miss Chili, âgée de 22 ans, a remporté le prix.

## Résultats
| Classement final  | Candidates |
| ----------------- | --- |
| Miss Univers 1987 | - Chili - Cecilia Bolocco |
| 1st runner-up     | - Italie - Roberta Capua |
| 2nd runner-up     | - USA - Michelle Royer |
| 3rd runner-up     | - Venezuela - Inés María Calero |
| 4th runner-up     | - Porto Rico - Laurie Simpson |
| Top 10            | - Philippines - Geraldine Asis - Turks & Caicos - Carmelita Ariza - Suède - Suzanne Thörngren - Singapour - Marion Nicole Teo - Pérou - Jessica Newton |

### Scores de la demi-finale
| \| Pays \| Moyenne préliminaire \| Interview \| Maillot de bain \| Robe du soir \| Moyenne de la demi-finale \| \| -------------- \| -------------------- \| ---------- \| --------------- \| ------------ \| ------------------------- \| \| Chili \| 8.514 (2) \| 9.539 (1) \| 9.569 (1) \| 9.765 (1) \| 9.624 (1) \| \| Italie \| 8.434 (3) \| 8.890 (3) \| 9.383 (2) \| 9.680 (2) \| 9.317 (2) \| \| USA \| 8.618 (1) \| 9.195 (2) \| 9.263 (3) \| 9.480 (3) \| 9.312 (3) \| \| Porto Rico \| 8.149 (4) \| 8.630 (4) \| 8.800 (4) \| 8.783 (6) \| 8.737 (4) \| \| Venezuela \| 8.046 (7) \| 8.375 (5) \| 8.630 (5) \| 8.890 (5) \| 8.631 (5) \| \| Philippines \| 8.132 (5) \| 8.231 (6) \| 8.603 (6) \| 8.915 (4) \| 8.583 (6) \| \| Turks & Caicos \| 8.092 (6) \| 8.018 (8) \| 8.420 (7) \| 8.634 (7) \| 8.357 (7) \| \| Suède \| 7.915 (10) \| 8.105 (7) \| 8.405 (8) \| 8.300 (9) \| 8.270 (8) \| \| Singapour \| 7.937 (9) \| 7.935 (9) \| 7.940 (10) \| 8.333 (8) \| 8.069 (9) \| \| Pérou \| 7.956 (8) \| 7.870 (10) \| 8.055 (9) \| 8.268 (10) \| 8.064 (10) \| | Winner First Runner-up Second Runner-up Third Runner-up Fourth Runner-up Top 10 Semifinalist (#) Rank in each round of competition |            |                 |              |                           |
| Pays | Moyenne préliminaire | Interview  | Maillot de bain | Robe du soir | Moyenne de la demi-finale |
| Chili | 8.514 (2) | 9.539 (1)  | 9.569 (1)       | 9.765 (1)    | 9.624 (1)                 |
| Italie | 8.434 (3) | 8.890 (3)  | 9.383 (2)       | 9.680 (2)    | 9.317 (2)                 |
| USA | 8.618 (1) | 9.195 (2)  | 9.263 (3)       | 9.480 (3)    | 9.312 (3)                 |
| Porto Rico | 8.149 (4) | 8.630 (4)  | 8.800 (4)       | 8.783 (6)    | 8.737 (4)                 |
| Venezuela | 8.046 (7) | 8.375 (5)  | 8.630 (5)       | 8.890 (5)    | 8.631 (5)                 |
| Philippines | 8.132 (5) | 8.231 (6)  | 8.603 (6)       | 8.915 (4)    | 8.583 (6)                 |
| Turks & Caicos | 8.092 (6) | 8.018 (8)  | 8.420 (7)       | 8.634 (7)    | 8.357 (7)                 |
| Suède | 7.915 (10) | 8.105 (7)  | 8.405 (8)       | 8.300 (9)    | 8.270 (8)                 |
| Singapour | 7.937 (9) | 7.935 (9)  | 7.940 (10)      | 8.333 (8)    | 8.069 (9)                 |
| Pérou | 7.956 (8) | 7.870 (10) | 8.055 (9)       | 8.268 (10)   | 8.064 (10)                |

## Prix spéciaux
(mai 2013).
| Prix                  | Candidates |
| --------------------- | --- |
| Best National Costume | - Brésil - Jacqueline Meirelles - Inde - Priyadarshini Pradhan - Trinidad & Tobago - Sheree Ann Denise Richards |
| Miss Congeniality     | - Honduras - Francia Tatiana Reyes                                                                              |
| Miss Photogenic       | - Colombie - Patricia López Ruiz                                                                                |

## Ordre d'annonce des finalistes
| 1. Italie 2. Porto Rico 3. Philippines 4. Venezuela 5. Pérou 6. États-Unis 7. Singapour 8. Suède 9. Modèle:Iles Turques-et-Caiques 10. Chili | 1. États-Unis 2. Italie 3. Porto Rico 4. Chili 5. Venezuela |

## Bande son
- Opening Number: "Let's Go!" by Wang Chung (Cover version)
- Musical Number: "On a Little Street in Singapore" by Manhattan Transfer & "Big Time" by Peter Gabriel (Cover version)
- Evening Gown Competition: "You are My Star"
- Crowning Moment: "This is Your Night"

## Juges
- Isabel Sanford
- Nancy Dussault
- Goh Choo San
- Peter Graves
- José Greco
- Neil Hickey
- Kan Yue Sai
- Arnold Kopelson
- David Niven, Jr.
- Paul-Louis Orrier
- Charlotte Rae
- Deborah Carthy-Deu

## Candidates
- Argentine : Carolina Brachetti
- Australie : Jennine Leonarder
- Autriche : Kristina Sebestyen
- Bahamas : Betty Ann Hanna
- Barbade : Dawn Michelle Waithe
- Belize : Holly Emma Edgell
- Bolivie : Patricia Arce
- Brésil : Jacqueline Meirelles
- Îles Vierges britanniques : Sandy Michelle Harrigan
- Canada : Tina May Simpson
- Chili : Cecilia Bolocco
- Colombie : Patricia López Ruiz
- Costa Rica : Ana María Bolaños
- Curaçao : Viennaline Arvelo
- Chypre : Natasha Papademetriou
- Danemark : Nanna Louisa Johansson
- République dominicaine : Carmen Rita Pérez
- Équateur : María del Pilar Barreiro Cucalón
- Égypte : Hoda Abboud
- Salvador : Virna Passely Machuca
- Angleterre : Yvette Dawn Lindsey
- Finlande : Outi Tanhuanpää
- France : Nathalie Marquay
- Allemagne : Dagmar Schulz
- Grèce : Xenia Pantazi
- Groenland : Susse Petersen
- Guam : Teresa Torres Fischer
- Guatemala : María Isabel Flores
- Holland : Janny Tervelde
- Honduras : Francia Tatiana Reyes
- Hong Kong : Lily Chong Sok Hui
- Inde : Priyadarshini Pradhan
- Irlande : Rosemary Thompson
- Israël : Yamit Noy
- Italie : Roberta Capua
- Jamaïque : Janice Sewell
- Japon : Hiroe Namba
- Kenya : Susan Waruguru Kahumba
- Korea : Kim Ji-Eun
- Liban : Sahar Mouhsen Haydar
- Malaisie : Christine Praglar
- Malte : Kristina Apapbologna
- Mexique : Cynthia Fallon
- Nouvelle-Zélande : Ursula Kim Ryan
- Nigeria : Lynda Chuba Ikpeazu
- Northern Marianas : Luciana Seman Ada
- Norvège : Mariann Leines
- Panama : Gabriela Deleuze Ducasa
- Paraguay : Tammy Elizabeth Ortigoza
- Pérou : Jessica Newton Sáez
- Philippines : Geraldine Edith Asis
- Portugal : Noelia Chávez Pereira
- Porto Rico : Laurie Tamara Simpson
- Sénégal : Fabienne Joelle Feliho
- Singapour : Marion Nicole Teo
- Espagne : Remedios Cervantes
- Sri Lanka : Nandaine Wijiegooneratna
- Suède : Suzanne Thörngren
- Suisse : Renate Walther
- Thaïlande : Chuttima Naiyana
- Trinidad & Tobago : Sheree Ann Denise Richards
- Turquie : Leyle Sesbet
- Turks & Caicos : Carmelita Louise Ariza
- Uruguay : María Victoria Zangaro Groso
- USA : Michelle Royer
- Îles Vierges des États-Unis : Felize Bencosme
- Venezuela : Inés María Calero Rodríguez
- Pays de Galles : Nicola Gail Davies

### Scores du défilé en maillots de bain
(mai 2013).
- 8.390 USA
- 8.264 Turks & Caicos
- 8.229 Sweden
- 8.115 Uruguay
- 8.008 Chile
- 7.920 Italy
- 7.889 Singapore
- 7.877 Finland
- 7.819 Peru
- 7.815 Puerto Rico
- 7.804 Venezuela
- 7.793 Philippines
- 7.729 Colombia
- 7.645 Dominican Republic
- 7.569 Switzerland
- 7.555 Spain
- 7.545 Wales
- 7.530 Korea
- 7.529 Guatemala
- 7.529 Japan
- 7.510 Hong Kong
- 7.509 England
- 7.374 Sri Lanka
- 7.344 Norway
- 7.343 New Zealand
- 7.340 Ecuador
- 7.330 France
- 7.270 Panama
- 7.260 Austria
- 7.260 Portugal
- 7.255 Trinidad & Tobago
- 7.240 Mexico
- 7.234 Malaysia
- 7.219 Nigeria
- 7.210 Holland
- 7.210 Jamaica
- 7.180 Costa Rica
- 7.169 Barbados
- 7.160 Brazil
- 7.140 Germany
- 7.140 Senegal
- 7.130 Guam
- 7.119 India
- 7.118 Ireland
- 7.070 Australia
- 7.069 Turkey
- 7.068 Israel
- 6.980 Argentina
- 6.935 Canada
- 6.908 Kenya
- 6.800 Curaçao
- 6.767 U.S. Virgin Islands
- 6.680 Malta
- 6.640 El Salvador
- 6.600 Bolivia
- 6.599 Paraguay
- 6.549 Thailand
- 6.539 Lebanon
- 6.530 Greece
- 6.440 Denmark
- 6.329 Greenland
- 6.325 Bahamas
- 6.270 British Virgin Islands
- 6.170 Honduras
- 6.030 Northern Marianas
- 5.950 Belize
- 5.830 Egypt
- 5.750 Cyprus